# الهيئة القطرية للأعمال الخيرية
الهيئة القطرية للأعمال الخيرية هيئة حكومية قطرية مقرها الدوحة عاصمة دولة قطر، أنشئت بموجب القانون الأميري رقم 13 لسنة 2004 م، وتهدف إلى تنمية ودعم وتشجيع الأعمال الخيرية والإنسانية والإشراف عليها ومراقبتها في إطار السياسة العامة لدولة قطر،

## اختصاصاتها
اختصاصات الهيئة كما جاء في قانون التأسيس القانون الأميري رقم 13 لسنة 2004 م.
1. القيام بالأعمال الخيرية والإنسانية التي تكلفها بها الدولة في الداخل والخارج.
2. الإشراف والرقابة على الأعمال الخيرية والإنسانية التي تقوم بها الجمعيات والمؤسسات الخاصة.
3. الإشراف والرقابة على عملية جمع التبرعات المرخص بها للجمعيات والمؤسسات الخاصة ذات الأغراض الخيرية والإنسانية، والأفراد، والجهات الأخرى التي يصدر بتحديدها قرار من مجلس الوزراء.
4. الإشراف والرقابة على تحويل الأموال من الجمعيات والمؤسسات الخاصة ذات الأغراض الخيرية والإنسانية، ومن الأفراد لذات الأغراض، إلى أي شخص أو جمعية أو مؤسسة أو هيئة أو ناد خارج الدولة، وذلك بالتنسيق مع الجهات المعنية. ويصدر بضوابط تحويل الأموال من الأفراد قرار من الوزير، بناءً على اقتراح المجلس.
5. تنسيق وتوحيد الجهود بين الجهات العاملة في مجال الأعمال الخيرية والإنسانية.
6. الإشراف على إنفاق الأموال التي يتبرع بها الأمير في الأغراض الخيرية والإنسانية في الخارج.

الغيت بمرسوم بقانون رقم (18) لسنة 2009 بإلغاء بعض القوانين